# Rincón de Nogoyá
Rincón de Nogoyá é uma junta de governo da província de Entre Ríos, na Argentina.